# Józef Elsner
Józef Antoni Franciszek Elsner, znám také jako Joseph Anton Franciskus Elsner, Józef Ksawery Elsner, Joseph Xaver Elsner či Joseph Anton Franz Elsner, (1. června 1769 Grodków, Opolské vojvodství, Polsko – 18. dubna 1854 Elsnerów (dnes součást Varšavy)) byl polský skladatel německého původu, dirigent, hudební teoretik a hudební pedagog. Proslul zejména jako učitel Fryderyka Chopina.

## Život
Józef Elsner se narodil 1. června 1769 v Grodkově ve Slezsku. Navštěvoval místní základní školu a zpíval v chrámovém sboru. Od roku 1781 byl žákem dominikánské klášterní školy a později studoval na jezuitském gymnáziu sv. Matěje ve Vratislavi. I zde zpíval ve sboru a učil se hře pro housle a basso continuo. Zde vznikly i jeho první skladby. Jeho moteto Ave Maria gratiae plena bylo provedeno v roce 1782 v chrámu sv. Vojtěcha ve Vratislavi. V roce 1786 vstoupil pro Teologickou fakultu Vratislavské univerzity, záhy ji však opustil, aby se věnoval studiu medicíny. Na podzim roku 1789 proto odešel do Vídně. O dva roky později však těžce onemocněl a posléze se rozhodl stát hudebníkem.
Nejprve působil jako houslista v divadelním orchestru v Brně a na jaře roku 1792 se stal dirigentem Císařského a královského divadla ve Lvově. Ve Lvově setrval až do roku 1795. Ve Lvově uvedl pro scénu dvě své opery komponované na německá libreta: Die seltenen Brüder a Der verkleidete Sultan. Řídil Hudební akademii, instituci, která za jeho vedením pořádala každý týden koncerty s hudbou Josepha Haydna, Wolfganga Amadea Mozarta, Pavla Vranického i s hudbou svojí vlastní.
V létě roku 1799 se Elsner přestěhoval do Varšavy, kde se natrvalo usadil. V letech 1799–1824 byl šéfem opery Národního divadla. V divadle uvedl třicet svých oper a dva balety. V letech 1802–1806 vlastnil obchod s hudebninami, ve kterém vydal 24 svazků Sbírky nejlepších polských hudebních skladeb a písní. Podílel se na organizaci symfonických koncertů ve Varšavě a přispíval teoretickými články do polských časopisů i do lipského časopisu "Allgemeine Musikalische Zeitung". V roce 1814 založil Náboženskou a národní hudební společnost, jejímž úkolem bylo pořádání koncertů a výchova hudebníků, učitelů hudby, varhaníků a zpěváků.
Vedle toho se intensivně věnoval pedagogické činnosti. Učil zpěv v Boguslawského Dramatické škole a hudební teorii a skladbu pro školách, které sám řídil: Základní škole hudebního a dramatického umění (1817–1821), Institutu hudby a deklamace (1821–1826) a na Hlavní hudební škole (1826–1831). Na této škole vychoval řadu polských skladatelů včetně Fryderyka Chopina. V letech 1835–1839 učil také na Pěvecké škole Velkého divadla a posléze v Ústavu guvernantek.
Elsner byl čestným členem mnoha hudebních institucí doma i v zahraničí. Mimo jiné byl členem Krakovské společnosti přátel hudby a Musikverein der Universitätskirche St. Pauli v Lipsku
Elsner projevoval zájem i otázky polského folklóru. Sbíral lidovou hudební tvorbu a snažil se zachytit melodické a rytmické vlastnosti nejen polské lidové hudby, ale i slovanského folklóru obecně. Svědčí o tom jeho publikovaná pojednání: Rozprawa o metryczności i rytmiczności języka polskiego a Rozprawa o melodii i śpiewie.
Stejně jako mnoho jiných významných osobností té doby, byl členem zednářské lóže. Za zásluhy o polskou hudbu byl v roce 1823 vyznamenán řádem sv. Stanislava. Na jeho počest vydány tři medaile: 1825 (J. Majnert), 1852 (J. Herckner) a v roce 1969 (J. Stasiński).
Elsner byl dvakrát ženatý. Jeho první ženou byla od roku 1796 Klára Abt, která zemřela při narození dcery Karolíny (1797–1823). Druhou manželkou byla Karoliną Drozdowską (1784-1852), přední varšavská operní pěvkyně, se kterou měl 3 dcery.
Zemřel 18. dubna 1854 ve svém domě v Elsnerówě na předměstí Varšavy. Je pochován ve Varšavě na Powązkowskim hřbitově. V rodném Grodkówě bylo vybudováno jeho museum.

## Hlavní díla

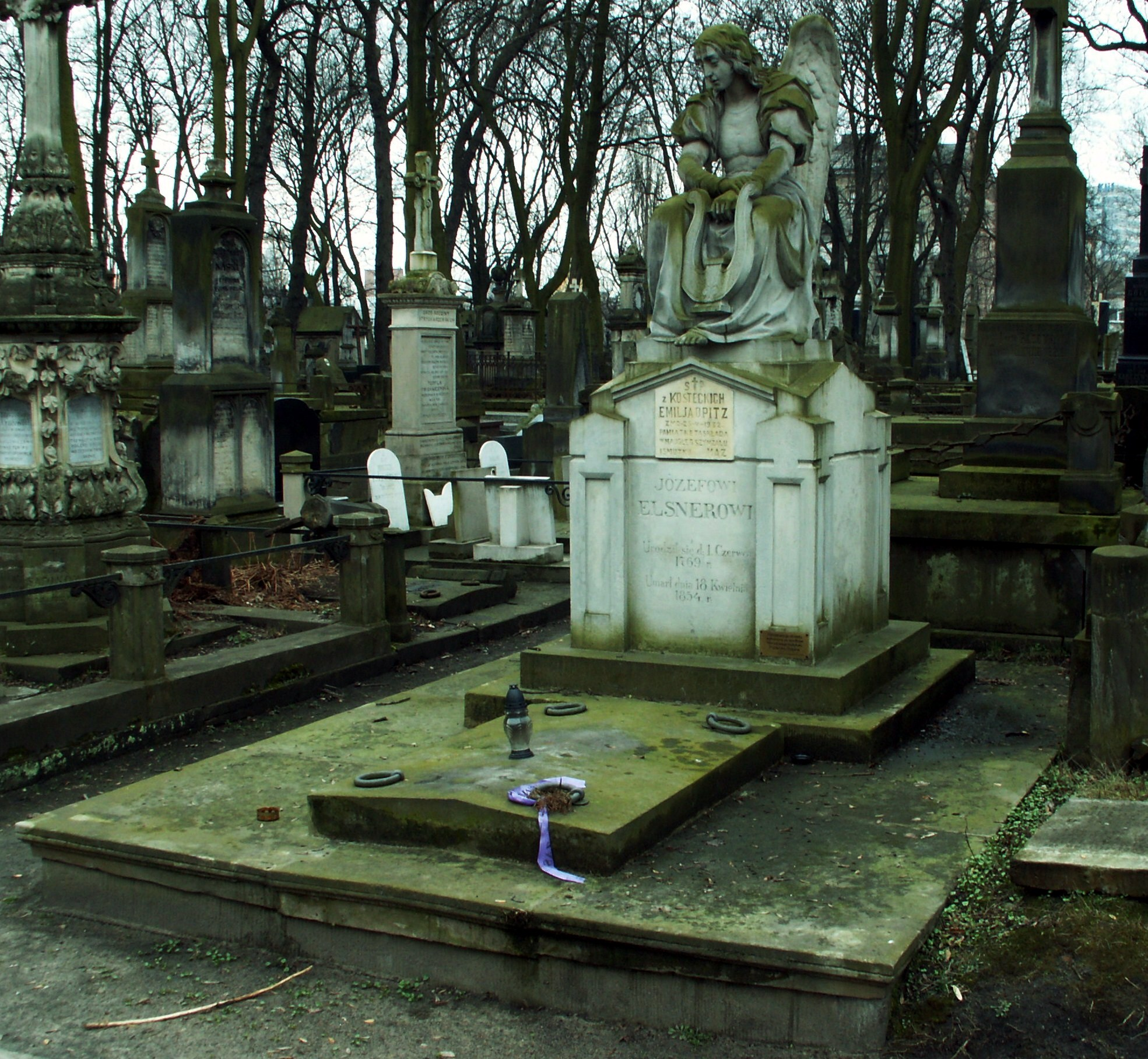
Hrob skladatele.

### Mše
- Mše B-dur op. 3 pro čtyřhlasý sbor a orchestr (1799)
- Mše d-moll op. 5 pro čtyřhlasý sbor a orchestr (1806)
- Mše świętojańska F-dur op. 9 pro 4 głosy solowe, čtyřhlasý sbor, orchestr a varhany (1815)
- Mše G-dur op. 13 pro tříhlasý smíšený sbor a varhany (1820)
- Mše ludowa G-dur op. 15 pro 2 soprány a varhany (1820)
- Mše d-moll op. 16 pro čtyřhlasý sbor (1823)
- Missa in B op. 18 pro tříhlasý smíšený sbor (1823)
- Mše F-dur op. 20 pro čtyřhlasý sbor (1823)
- Mše C-dur op. 22 pro čtyřhlasý smíšený sbor, 4 lesní rohy, pozoun a tympány (1823)
- Mše a-moll op. 24 pro čtyřhlasý sbor (1823)
- Mše C-dur op. 26 pro sóla, čtyřhlasý sbor a orchestr (1820)
- Mše G-dur op. 34 pro čtyřhlasý sbor a orchestr (1825)
- Mše F-dur op. 35 pro čtyřhlasý sbor a varhany (1825)
- Mše F-dur op. 41 pro čtyřhlasý sbor, orchestr a varhany (1826)
- Mše B-dur op. 44 pro 2 soprány, 2 tenory, bas a varhany (1829)
- Mše solenna B-dur op. 47 pro sóla, čtyřhlasý sbor a orchestr (1829)
- Mše solenna C-dur (Koronacyjna) op. 51 pro sóla, čtyřhlasý sbor a orchestr (1829)
- Missa festiva C-dur op. 52 pro čtyřhlasý sbor, orchestr a varhany (1832)
- Mše e-moll/E-dur op. 62 pro sóla, čtyřhlasý sbor a orchestr (1838)
- Mše d-moll/D-dur in laudem omnium sanctorum slavonorum polonorum op. 66 pro 2 sólové hlasy, čtyřhlasý sbor a orchestr (1840)
- Mše g-moll op. 72 pro sóla čtyřhlasý sbor a orchestr (1842)
- Mše G-dur op. 75 pro 2 soprány, housle, 2 violy, violoncello a varhany (1842)
- Mše pasterska a-moll op. 76 pro čtyřhlasý sbor, violoncello a varhany (1842)
- Mše F-dur op. 77 pro tříhlasý smíšený sbor a varhany (1843)
- Mše F-dur op. 79 pro tříhlasý smíšený sbor a varhany (1843)
- Mše B-dur op. 80 pro čtyřhlasý sbor a varhany (1843)
- Mše a-moll op. 81 pro čtyřhlasý sbor a orchestr (1843)
- Missa brevis F-dur op. 85 pro tříhlasý smíšený sbor a varhany (1844)
- Mše, Graduale a Offertorium op. 87 pro čtyřhlasý sbor a orchestr (1844)
- Mše e-moll op. 88 pro čtyřhlasý sbor a varhany (1846)

### Offertoria
- Offertoria pro 4 hlasy a orchestr (1783-84)
- Offertorium pro čtyřhlasý sbor a orchestr (1806)
- Offertorium In te Domine speravi Es-dur op. 4
- Offertorium G-dur op. 12 pro čtyřhlasý sbor a orchestr (1819)
- Offertorium B-dur op. 30 pro čtyřhlasý sbor a orchestr (1828)
- Offertorium C-dur op. 31 pro čtyřhlasý sbor a orchestr (1823)
- Offertorium D-dur op. 32 pro čtyřhlasý sbor a orchestr (1824)
- Offertorium C-dur op. 33 pro čtyřhlasý sbor, orchestr a varhany (1824)
- Offertorium G-dur op. 38 pro čtyřhlasý sbor, flet obbligato a orchestr (1825)
- Offertorium B-dur op. 45 pro čtyřhlasý sbor, orchestr a varhany (1829)
- Offertorium A-dur op. 46 pro čtyřhlasý sbor a orchestr (1829)
- Offertorium G-dur op. 48 pro čtyřhlasý sbor, orchestr a varhany (1829)
- Offertorium F-dur op. 50 pro tříhlasý smíšený sbor (1829)
- Offertorium C-dur op. 56 pro čtyřhlasý sbor a varhany (1835)
- Offertorium op. 58 pro sbor (1836)
- Offertorium F-dur op. 70 pro čtyřhlasý sbor, orchestr a varhany (1840)
- Offertorium F-dur op. 71 pro čtyřhlasý sbor (1840)
- Offertorium E-dur op. 83 pro čtyřhlasý sbor, housle solo a orchestr (1843)
- Offertorium B-dur op. 86 pro čtyřhlasý sbor a orchestr (1844)

### Oratoria a kantáty

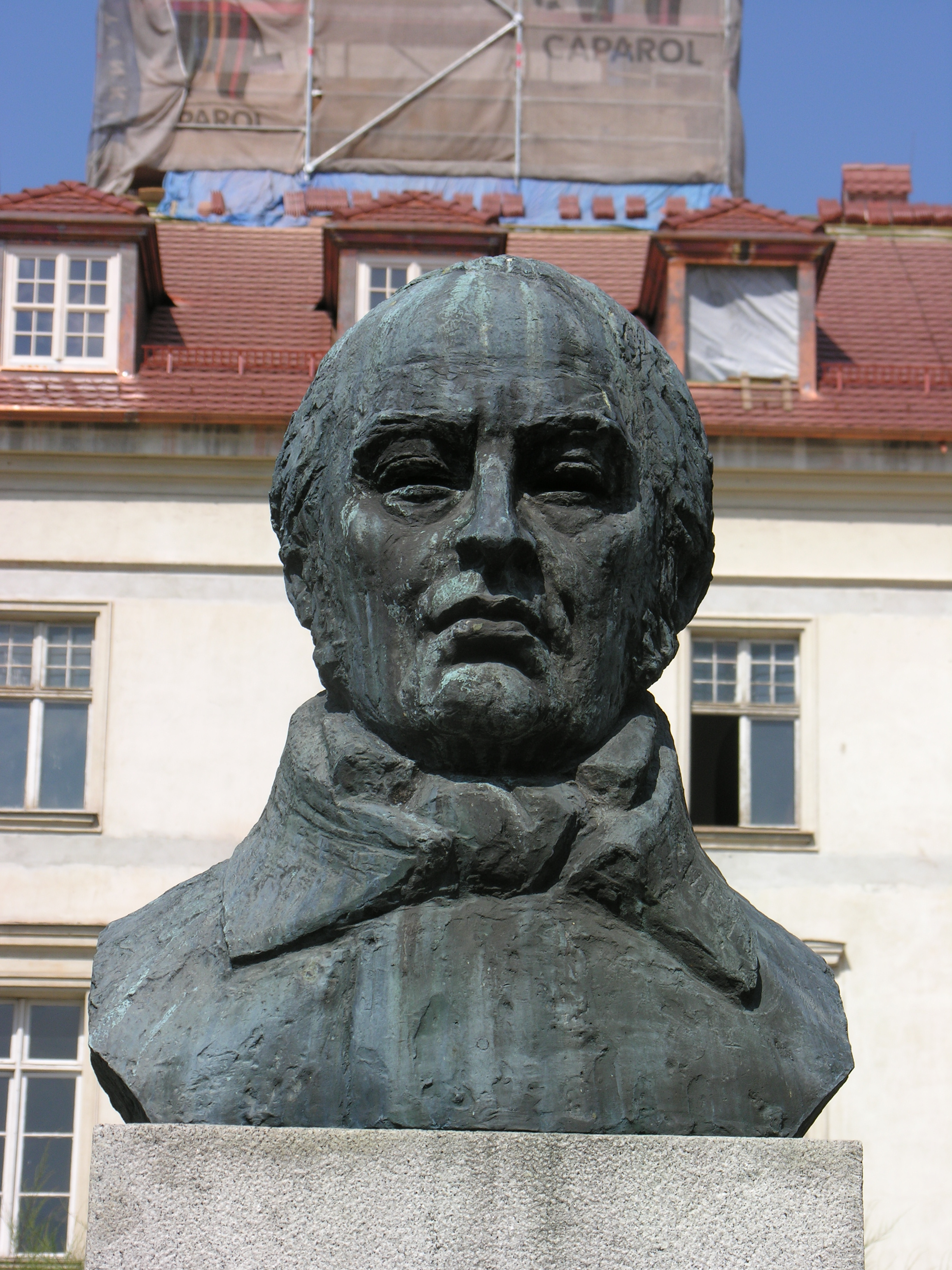
Pomník skladatele v Grodkówě.

- Graduale pro 2 soprány, 2 housle, violu, basetlę a 2 lesní rohy (1782)
- Benedictus pro soprán a instrumentální soubor (1783-84)
- Completorium pro sbor, 2 housle, violu, 2 lesní rohy a varhany (1785)
- Ad festum Corporis Christi pro čtyřhlasý sbor, dechové nástroje a varhany (1785-86)
- Der sterbende Jesus pro sóla a sbor (1788-89)
- Kyrie a Gloria C-dur pro sbor, 2 housle, violu, 2 hoboje, lesní roh, trubku, tympány a varhany (1788-89)
- Requiem op. 2 pro čtyřhlasý sbor a dechové nástroje (1793)
- Lob der Buchdruckerkunst, kantáta pro sólo, čtyřhlasý sbor a klavír (1804)
- Kantata pro wdzięcznej Polaków ziemi, kantáta pro sbor a orchestr (1807)
- Motet Salvum fac imperatorem B-dur op. 6 pro čtyřhlasý sbor a orchestr (1807)
- Musik zu einer Trauerloge, kantáta pro smíšený sbor a orchestr (1811)
- Muzyka pro wprowadzenie zwłok ks. J. Poniatowskiego w r. 1814, kantáta pro recitátora, sbor a orchestr (1814)
- Veni Creator C-dur op. 7 pro 2 čtyřhlasé sbory (1812)
- Veni Sancte Spiritus Es-dur op. 8 pro čtyřhlasý sbor a orchestr (1815)
- Motet seu Offertorium de Sancto Josepho C-dur op. 10 pro čtyřhlasý sbor a orchestr (1815)
- Post celebrem... D-dur op. 11 pro soprán, bas, čtyřhlasý sbor a orchestr (1815)
- Powstańmy z orężem w ręku, kantáta pro recitátora, sóla a sbor (1819)
- Graduale a Offertorium op. 17 pro čtyřhlasý sbor (1823)
- Graduale a Offertorium Es-dur op. 19 pro tříhlasý smíšený sbor (1823)
- Graduale a Offertorium F-dur op. 23 pro čtyřhlasý smíšený sbor, 4 rogi i puzon (1823)
- Graduale a Offertorium A-dur op. 25 pro čtyřhlasý sbor (1823)
- Motet C-dur op. 28 pro 2 čtyřhlasé sbory
- Veni Creator G-dur op. 40 pro čtyřhlasý sbor (1825)
- Requiem c-moll op. 42 pro 3 mužské hlasy, violoncello, dechové nástrojea tympány (1826)
- Salve Regina B-dur, Processio funebris c-moll, Psalmus: De profundis c-moll op. 43 pro 3 mužské hlasy, čtyřhlasý sbor a orchestr (1827)
- Graduale F-dur op. 29 pro čtyřhlasý sbor a orchestr (1828)
- Nešpory C-dur op. 36 pro čtyřhlasý sbor a orchestr (1825)
- Te Deum laudamus D-dur op. 39 pro čtyřhlasý sbor, trubky a tympány (1825)
- O sacrum convivum op. 49, hymnus pro čtyřhlasý sbor a dechové nástroje (1829)
- Cantate zur Jubel-Feier... D-dur op. 53 pro čtyřhlasý sbor a orchestr (1832)
- Veni Creator G-dur op. 54 pro pětihlasý sbor a varhany (1834)
- Graduale Es-dur op. 57 pro sopran, čtyřhlasý sbor a orchestr (1835)
- Motet G-dur op. 59 pro sóla, čtyřhlasý sbor a orchestr (1836)
- Alleluja B-dur op. 60 pro čtyřhlasý sbor (1836-40)
- Žalm 133 op. 63 pro 2 sbory (1838)
- Passio Domini nostri d-moll op. 65 pro 14 sólových hlasů, 3 čtyřhlasé sbory a orchestr (1835-37)
- Ave Maria B-dur op. 68 pro čtyřhlasý sbor a varhany (1840)
- Canticum Simeonis e-moll op. 69 pro pětihlasý sbor SATTB (1841)
- Veni Creator B-dur op. 73 pro čtyřhlasý smíšený sbor (1842)
- Te Deum laudamus op. 74 pro 2 čtyřhlasé mužské sbory (1842)
- Veni Creator op. 78 pro tříhlasý smíšený sbor a varhany (1843)
- Graduale A-dur op. 82 pro čtyřhlasý sbor a orchestr (1843)
- Powitanie gołąbka, kantáta pro 4 mužské hlasy, housle, violoncello i klavír (1844)
- Nešpory D-dur op. 89 pro čtyřhlasý sbor a orchestr (1847)
- Ave maris stella A-dur op. 90 pro čtyřhlasý sbor, orchestr a varhany (1847)
- Dies irae f-moll op. 91 pro čtyřhlasý sbor a varhany (1847)
- O gloriosa virginum B-dur op. 92 pro čtyřhlasý sbor a orchestr (1847)
- Graduale D-dur op. 94 pro bas, čtyřhlasý sbor a orchestr (1848)
- Stabat Mater op. 93 pro sóla, sbor a orchestr (1848)
- Pater noster op. 95 pro čtyřhlasý sbor a varhany (1848)
- Miserere mei Deus op. 96 pro sóla a smíšený sbor (1848)
- Veni Creator A-dur op. 97 pro čtyřhlasý sbor a varhany (1849)

### Balety
- Divertissement (?)
- Dzicy ludzie (1796)
- Dwa posągi (1818)

### Opery
- Der verkleidete Sultan (1795)
- Die seltenen Brüder oder Die vier Zauberkugeln (1795)
- Iskahar, król Guaxary, melodrama (1796)
- Amazonki czyli Herminia (1797)
- Sydney i Zuma czyli Moc kochania czarnej niewiasty, melodrama (1798)
- Sułtan Wampum czyli Nieroztropne życzenia (1800)
- Mieszkańcy wyspy Kamkatal (1803-04)
- Siedem razy jeden (1804)
- Stary trzpiot i młody mędrzec (1804-05)
- Urojenie i rzeczywistość (1805)
- Nurzahad czyli Nieśmiertelność i bogactwa, melodrama (1805)
- Wieszczka Urzella czyli To co się damom podoba (1805-06)
- Andromeda (1806)
- Sąd Salomona, melodrama (1806)
- Pospolite ruszenie czyli Bitwa z kozakami (1807)
- Mieczysław Ślepy, melodrama (1807)
- Karol Wielki i Witykind, drama (1807)
- Trybunał niewidzialny czyli Syn występny, melodrama (1807)
- Śniadanie trzpiotów (1808)
- Echo w lesie, duodrama (1808)
- Szewc i krawcowa, duodrama (1808)
- Żona po drodze, duodrama w 1 akcie (1808)
- Leszek Biały czyli Czarownica z Łysej Góry (1809)
- Benefis, duodrama (1809)
- Wąwozy Sierra Morena (1811)
- Wyspa małżeńska czyli Żony przez los wybrane, melodrama (1811)
- Kabalista (1812)
- La ritrosia disarmata, duodrama (1815)
- Król Łokietek czyli Wiśliczanki (1817-18)
- Jagiełło w Tenczynie (1819)
- Ofiara Abrahama, melodrama (1821)
- Powstanie narodu, scena liryczna (1830)
- Kochankowie ukryci (?)
- Korsarz francuski w Portugalii, melodrama (?)

### Orchestrální hudba
- Koncert pro flétnu a orchestr (1791-1792)
- Koncert pro housle a orchestr D-dur (1795)
- Symfonie D-dur (1788–1789)
- Symfonie Es-dur (1788-1789)
- Karnevaltanze pro orchestr (1792-99)
- Symfonie C-dur (1796)
- Symfonie Es-dur (1797)
- Koncert pro housle a orchestr G-dur (1783-84)
- Vídeňské valčíky pro orchestr (1790-91)
- Brněnské valčíky pro orchestr (1791-92)
- Symfonie D-dur (1802)
- Symfonie C-dur (1804-1805)
- Marsz tryumfalny pro dechový orchestr (1809)
- Symfonie B-dur (1818)
- Symfonie D-dur (1818)
- Polonez D-dur pro orchestr (1818)
- Polonez F-dur pro orchestr (1818)
- Mazur pro orchestr (1825)
- Marsz pro orchestr (1831)
- Marsz przedniej straży wojska polskiego pro orchestr (1831)
- Marsz z echem i andantem pro orchestr (?)

### Komorní hudba
- Trois quatuors pro smyčcové nástroje (1796)
- Trois quatuors du meilleur goût polonais pro smyčcové nástroje (1798)
- Sonáta F-dur pro housle a klavír op. 10 č. 1 (1798)
- Sonáta D-dur pro housle a klavír op. 10 č. 2 (1798)
- Sonáta Es-dur pro housle a klavír op. 10 č. 3 (1798)
- Klavírní sonáta B-dur (1798)
- Klavírní sonáta D-dur (1798)
- Klavírní sonáta F-dur (1798)
- Klavírní trio C-dur (1798)
- Trio Grande sonate B-dur, klavírní trio (1798)
- Kvartet pro 2 housle a 2 violy (1798)
- Klavírní kvartet F-dur (1800)
- Rondo À la krakowiak B-dur pro klavír (1803)
- Rondo À la mazurek C-dur pro klavír (1803)
- Rondo À la mazurek g-moll pro klavír (1803)
- Klavírní kvartet Es-dur op. 15 (1805)
- Polonez D-dur pro housle i klavír (1820)
- Polonez Es-dur pro housle i klavír (1820)
- Septet D-dur pro flétnu, klarinet, housle, violu, violoncello, kontrabas a klavír (1830)
- Chaconne G-dur pro housle a klavír (1836)
- Sonáta B-dur pro klavír pro 4 ruce op. 16 (?)
- Smyčcový kvartet B-dur (?)
- Smyčcový kvintet (?)
- Smyčcový kvintet c-moll (?)